# داء المبيضات الغازي
داء المبيضات الغازي هو عدوى (داء المبيضات) يمكن أن تسببها أنواع مختلفة من خميرة المبيضات. على عكس عدوى المبيضات في الفم والحلق (داء المبيضات الفموي) أو المهبل (عدوى مهبلية بالخميرة)، فإن داء المبيضات الغازي هو عدوى خطيرة وتقدمية وربما مميتة يمكن أن تؤثر على الدم (فطريات الدم) والقلب والدماغ والعينين والعظام وغيرها من أجزاء الجسم.

## العلامات والأعراض
يمكن الخلط بين أعراض داء المبيضات الغازي وحالات طبية أخرى، ومع ذلك، فإن الأعراض الأكثر شيوعًا هي الحمى والقشعريرة التي لا تتحسن مع العلاج بالمضادات الحيوية. تتطور أعراض أخرى مع انتشار العدوى، اعتمادًا على أجزاء الجسم المصابة.

### الصورة المرضية
يمكن أن يظهر داء المبيضات الغازي كأمراض خطيرة بما في ذلك فطريات الدم، والتهاب الشغاف، والتهاب باطن المقلة، والتهاب العظم والنقي، والتهابات الجهاز العصبي المركزي.

## الأسباب
يحدث داء المبيضات الغازي بسبب 15 نوعًا من أكثر من 150 نوعًا معروفًا من المبيضات. هذه الأنواع، التي تم التأكد من عزلها من المرضى، هي: مبيضات ألبيكانز، مبيضات غلابراتا، مبيضات تروبيكاليس، مبيضات بارابسيلوسيس، مبيضات كروسي، مبيضات جولييرموندي، مبيضات لوسيتانيا، مبيضات دبلينينسيس، مبيضات بيليكولوسا، مبيضات كيفير، مبيضات ليبوليتيكا، مبيضات فاماتا، مبيضات إنكونسبيكوا، مبيضات روغوسا، ومبيضات نورفيجينسيس. على مدار العشرين إلى الثلاثين عامًا الماضية، كانت المبيضات البيض مسؤولة عن 95% من حالات العدوى، حيث تسبب كل من مبيضات غلابراتا، ومبيضات بارابسيلوسيس، ومبيضات تروبيكاليس، ومبيضات كروسي غالبية الحالات المتبقية. في الآونة الأخيرة، تبين أن مبيضات أوريس، وهو نوع اكتشف لأول مرة في عام 2009، يسبب داء المبيضات الغازي. وقد جذبت مبيضات أوريس الاهتمام لأنها يمكن أن تكون مقاومة للأدوية المضادة للفطريات المستخدمة لعلاج داء المبيضات.

### المقاومة
يمكن أن تنشأ مقاومة العلاج المضاد للفطريات من الأنواع ذات المقاومة الجوهرية التي تتعرض لضغط الاختيار أو التحريض التلقائي للمقاومة في العزلات من الأنواع الحساسة عادة. بالنسبة للمبيضات، الأكثر شيوعًا هو الأول، كما يتضح من ظهور بكتيريا فطريات غلابراتا المقاومة بعد إدخال فلوكونازول ومبيضات بارابسيلوسيس حيث كان هناك زيادة في استخدام الإشينوكاندين. كما أدت الجرعات غير الكافية من الآزولات إلى ظهور المقاومة. تتراوح المعدلات الملحوظة لمقاومة الإشينوكاندين لمبيضات غلابراتا بين 2 و12%. كما أبلغ عن مقاومة الإشينوكاندين المكتسبة لدى مبيضات ألبيكانز، ومبيضات تروبيكاليس، ومبيضات كروسي، ومبيضات كيفير، ومبيضات لوسيتانيا، ومبيضات دبلينينسيس.

### الأنواع الناشئة
مبيضات (كانديدا) أوريس هي خميرة ناشئة مقاومة للأدوية المتعددة والتي يمكن أن تسبب داء المبيضات الغازي وترتبط بارتفاع معدل الوفيات. وصف لأول مرة في عام 2009. منذ ذلك الحين، أبلغ عن عدوى بكتريا أوريس، وتحديدًا فطريات الدم، في كوريا الجنوبية والهند وجنوب أفريقيا والكويت وكولومبيا وفنزويلا وباكستان والمملكة المتحدة والولايات المتحدة. وتتميز السلالات المعزولة في كل منطقة بأنها متميزة وراثيًا، ما يشير إلى أن هذا النوع يظهر في مواقع مختلفة. يعد سبب هذا النمط غير معروف.